# Видави (Ґостинський повіт)
Видави (пол. Wydawy) — село в Польщі, у гміні Понець Гостинського повіту Великопольського воєводства.
Населення — 87 осіб (2011).
У 1975-1998 роках село належало до Лешненського воєводства.

## Демографія
Демографічна структура станом на 31 березня 2011 року:
|          | Загалом | Допрацездатний вік | Працездатний вік | Постпрацездатний вік |
| -------- | ------- | ------------------ | ---------------- | -------------------- |
| Чоловіки | 48      | 5                  | 32               | 11                   |
| Жінки    | 39      | 6                  | 16               | 17                   |
| Разом    | 87      | 11                 | 48               | 28                   |